# Весы (линейный корабль)
«Весы» — парусный линейный корабль Азовского флота Российской империи пятого ранга, построенный кумпанством кравчего В. Ф. Салтыкова.

## Описание судна
Построенные для Азовского флота корабли, в числе которых был и «Весы», первоначально были названы баркалонами (от итал. barca longo — длинная барка), однако фактически соответствовали кораблям 5-го класса по принятой в Европе в конце XVII века классификации и в последующие годы во всех документах числились в качестве кораблей. Представляли собой двух- или трехмачтовые корабли с прямым и косыми парусным вооружением, вооружались 26—46 орудиями различного калибра, включавшие двух-, четырёх-, шестифунтовые орудия и дробовики.
Длина корабля по сведениям из различных источников составляла от 35,3 до 35,36 метра, ширина — от 7,6 до 7,8 метра, а осадка — 2,8 метра. Вооружение судна составляли 6 орудий.
Как и все корабли, построенные кумпанствами, отличался несовершенством конструкции и низким качеством выполнения работ по постройке. 

## История службы
Линейный корабль «Весы» был заложен кумпанством кравчего В. Ф. Салтыкова на Воронежской верфи в 1697 году и после спуска на воду в мае 1699 года вошёл в состав Азовского флота России. Строительство вёл кораблестроитель Д. Фейкес, затем корабль перестраивался другим кораблестроителем — Я. Терплием. Позже был переоборудован в провиантское судно.
В апреле 1702 года корабль был переведён из Воронежа в устье Дона.
В 1710 году корабль «Весы» был разобран в районе села Трушкино.

### Комментарии
1. ↑  116 футов.
2. ↑  25 футов.
3. ↑  9 футов 3 дюйма.